# Lonchophylla hesperia
Lonchophylla hesperia је врста слепог миша из породице Phyllostomidae.

## Распрострањење
Врста има станиште у Еквадору и Перуу.

## Станиште
Врста Lonchophylla hesperia има станиште на копну.

## Угроженост
Ова врста се сматра рањивом у погледу угрожености врсте од изумирања.

### Популациони тренд
Популација ове врсте се смањује, судећи по расположивим подацима.